# Böhlen (pétrolier)
Pour les articles homonymes, voir Böhlen.
Le Böhlen ou Boehlen est un pétrolier est-allemand qui a fait naufrage au large de l'Île de Sein le 14 octobre 1976, occasionnant le décès de 25 membres d'équipage et une marée noire sur les côtes du Finistère continental et l'Île de Sein, alors qu'il traversait une tempête. Trois autres personnes sont décédées dans les opérations de pompage et de nettoyage du fioul du Böhlen.
Le navire, lancé à Leningrad en 1961 avait pour sister-ships le Port Briac et le Port Maria, et naviguait sous pavillon de la RDA. Son naufrage survient moins de neuf mois après celui de l'Olympic Bravery à moins de 40 km, et marque le début d'une série de catastrophes similaires en Bretagne, avec celles de l'Amoco Cadiz (1978) du Gino (1979) et du Tanio (1980).

## Naufrage
Le 14 octobre 1976, le Böhlen se rend de Maracaibo (Venezuela) à Rostock (Allemagne de l'Est) avec un chargement de 9 800 tonnes de pétrole brut. Le navire traverse une tempête avec des rafales de vent à 150 km/h, occasionnant une houle de 7 à 10 mètres, et heurte des rochers sous la surface.
À 17 h 33, l'équipage demande assistance, signalant une forte voie d'eau, le navire est alors situé à 48° 10 N, 05° W.
L'équipage quitte rapidement le navire, mais les canots de sauvetage se brisent le long de la coque : 25 membres d'équipage sur les 36 à bord perdent la vie et le navire sombre rapidement, avant même l'arrivée des secours.
À 19 h 30, deux avions de patrouille repèrent trois canots. À 22 h 50, le Fort Ponchartrain, un cargo s'étant dérouté, sauve trois marins d'un premier canot. À 1 h 30 le 15 octobre, 5 autres personnes sont secourues par le Pacific, un remorqueur allemand. À 7 h 30 une autre personne est secourue par un hélicoptère Super-Frelon, et enfin deux autres sont secourues par le Patience, un navire d'un habitant de l'Île de Sein, à 8 h 30. Le lourd bilan du naufrage s'explique en partie du fait de défauts de communication : les Marin-pêcheurs de l'Île de Sein n'ayant pas été prévenus de l'existence du naufrage, ils intervinrent seulement lorsqu'ils aperçurent une chaloupe vide à la dérive. Ainsi, sept bateaux de pêche sénans ramenèrent sur l'île deux rescapés et les corps englués de huit personnes, deux femmes et six hommes. « On avait déjà vu des oiseaux mazoutés, mais pas encore des êtres humains… » déclare un marin sénan dans le journal local Mouez Enez Sun.
L'épave du Böhlen est localisée aux coordonnées 48° 11 N, 05° 11 W, soit environ à 30 km à l'ouest-nord-ouest de l'Île de Sein.
De nombreuses sources fixent la date du naufrage au 15 octobre, date à laquelle le pétrole arrive sur les côtes, mais le naufrage semble bien s'être produit le 14 octobre 1976.

## Marée Noire
L'ampleur de la marée noire occasionnée est difficile à estimer. 2 000 tonnes de pétrole furent collectées manuellement sur le littoral, plusieurs autres milliers se sont dispersées dans l'océan.

### Progression des nappes de pétrole
Le 15 octobre à 8 h 30, les premières nappes de pétrole atteignent l'île de Sein. La pollution atteint ensuite les côtes du Cap Sizun, la baie de Douarnenez et la baie d'Audierne, et s'étendra, dans une moindre mesure, de Porstall au nord à la pointe de Penmarc'h au sud, et plus sensiblement à Crozon et au Conquet, touchant ainsi une large façade ouest du département du Finistère.
Le maire de l'île de Sein, Alain Leroy, s'exprime trois jours après le naufrage, dans le journal Ouest-France, contre l'utilisation de produits dispersants jugés nocifs.
Outre le fioul libéré directement lors du naufrage, l'épave semble relâcher continuellement du pétrole dans les semaines suivantes, et la pollution s'étend dans le temps malgré les efforts de ramassage. Après des explorations à l'aide de sous-marins, les plongeurs du navire Le Pélican estiment le 14 novembre 1976 (un mois après le naufrage) à 10 tonnes par jour les fuites de pétrole de l'épave.

### Dégâts sur l'écosystème
Les dégâts sur l'écosystème marin finistérien sont importants. Dès octobre 1976 un centre de soins pour oiseaux mazoutés est ouvert à Brest. Il accueille pingouins torda, guillemots de troïl, fous de bassan, goélands, etc. 268 oiseaux y furent recueillis entre octobre 1976 et juin 1977, dont 74 % d'alcidés. La courbe d'arrivées d'oiseaux au centre de soin décrit un pic important dans le mois qui suivit le naufrage du Böhlen, puis un plateau jusqu'en juin 1977, ce qui correspond aux libérations de pétrole dans l'océan, qui fut continue jusqu'à cette date. En avril 1977, 30 macareux moines furent découverts morts sur la plage des blancs-sablons au Conquet. Aucun comptage global d'oiseaux retrouvés morts n'a été entrepris. Proportionnellement à la quantité de pétrole libérée, les pertes en avifaune occasionnées par le naufrage du Böhlen sont plus importantes que celles engendrées par celui de l'Amoco Cadiz.
Le reste de la faune marine est également fortement impacté. Les crustacés comme les crabes et les langoustes, les poissons ainsi que la flore sont vulnérables face au pétrole. La photosynthèse devient impossible du fait de l'impact du pétrole sur les algues qui dépérissent, l'eau de mer manque ainsi d'oxygène pour les autres organismes.

### Opérations de pompage
La décision est prise de colmater plusieurs brèches mises en évidence dans la coque de l'épave. Sous la pression des pêcheurs et des acteurs du tourisme, il est décidé de pomper le pétrole encore dans les cuves, grâce au navire Pétrel spécialisé dans le forage, opéré par la Comex. La solution, inédite, consiste à aspirer le pétrole après avoir injecté de l'eau de mer à 90 °C dans les cuves, pour augmenter sa fluidité. Les opérations débutent en mai 1977 et s'achèvent fin août 1977. La situation de l'épave à 106 mètres de profondeur et les conditions météorologiques compliquent le projet. Deux plongeurs meurent durant les opérations de pompage, qui permirent de pomper 2 500 tonnes de pétrole des citernes de l'épave, sur les 9 800 tonnes contenues avant le naufrage. Le pétrole pompé est directement brûlé sur le navire Pétrel occasionnant une pollution atmosphérique. Le coût des opérations de colmatage et de pompage est évalué à 143 millions de francs : 43 millions pour le colmatage et 100 millions pour le pompage. Le reste des coûts de la pollution (nettoyage, indemnisation des pêcheurs) est assuré à moitié par la marine nationale, et à moitié par les assurances du navire.

### Ramassage et traitement des déchets
Un soldat meurt emporté par la mer alors qu'il nettoyait les côtes à Plogoff.
40 tonnes de pétrole ramassé sur les côtes de l'Île de Sein furent enfouis le 30 avril 1977 au sud de Quimper, au lieu-dit Toulven, et polluèrent des eaux souterraines utilisées par les agriculteurs locaux. Le pétrole fut alors déterré puis brûlé. Le 2 mai 1977, 120 tonnes de pétrole furent déversées dans d'anciens blockhaus à Plogoff à proximité de la Pointe du Raz.
Sur la Presqu'île de Crozon sont stockés 85 m3 de pétrole du Böhlen à Morgat, 25 m3 au Portzic, 15 m3 à Postolonnec, ainsi qu'à la décharge de Kerloc'h à Camaret-sur-mer.
Les 2 500 tonnes de pétrole pompé dans l'épave par le Pétrel sont brûlées sur place, occasionnant une pollution atmosphérique.